# Sant Pere de Santpedor
Sant Pere és una església parroquial romànica al nucli de Santpedor, al Bages, d'on és la parroquial. És una obra inclosa en l'Inventari del Patrimoni Arquitectònic de Catalunya.

## Arquitectura
L'església de Santpedor és un edifici d'una sola nau cobert amb voltes de creueria en cinc trams més el del presbiteri. La nau aprofita part dels murs de l'antiga església romànica. A cada costat de la nau hi ha capelles que coincideixen amb cadascun dels cinc trams de la nau. Al costat de l'altar i presbiteri hi ha la sagristia i el campanar modern construït el segle XX car l'antic romànic fou ensorrat el 1897. Dues de les capelles laterals foren ampliades al segle xviii (la de les Stes. Espines) i al XIX (la Capella dels Dolors).
Portada romànica, amb restes de policromia, formada per dos arcs de mig punt adovellats en degradació i rematats per una arquivolta a manera de cornisa. Els arcs estan sostinguts per un parell de columnes totalment llises amb quatre capitells decorats amb temes vegetals i historiats: el pecat original, desenvolupat en dues escenes i les Tres Maries. El timpà, atribuït a Arnau Cadell, autor del claustre del monestir de Sant Cugat, representa el pantocràtor assegut entre els símbols dels quatre evangelistes: l'àngel que simbolitza l'evangelista Mateu; l'àguila, símbol de Joan; el brau, símbol de Lluc, i el lleó, símbol de Marc. El tema és rematat per una inscripció llatina "IHS XPS FILIUS MARIE" que cal interpretar com: "Jesucrist, fill de Maria". Es tracta d'un programa iconogràfic que es pot resumir com una síntesi en la qual s'oposen l'Antic i el Nou Testament en el tema del pecat i la redempció d'aquest presidit pel judici final.

## Història
L'església de Sant Pere d'Or que ha donat nom al municipi i poble és documentada ja l'any 996. La meitat de l'església i de la vila que va néixer a redós de la sagrera eren propietat del monestir de Sant Benet de Bages per donació comtal de Ramon Berenguer III el 1113, dependència confirmada per la butlla del 1196 del papa Celestí III, on hi constava també la meitat de la vila de Santpedor. El 1315, el rei Jaume el Just va permutar la meitat de l'església amb el bisbe de Vic Berenguer de Guàrdia. L'edifici es reformà al segle xiii i totalment modificat amb estil gòtic al segle xvi, conservant només el portal i el mur de ponent. Posteriorment hi hagué diverses ampliacions.
Al segle xiv la meitat de l'església resten fou entregada a la diòcesi de Vic. Les obres de Sant Pere són àmpliament documentades: La primera església preromànica deuria modificar-se i ampliar-se al s. XII i al s. XIII; entre 1596-1599 fou construït l'actual temple gòtic que fou remodelat al segle xix i les últimes obres són de l'any 1847. L'església conserva l'accés original del temple romànic amb una interessant portalada que mostra grans paral·lelismes amb la de la seu de Manresa i la veïna de Santa Maria de Mura. En els capitells s'hi ha vist la influència més o menys directa dels del monestir de Sant Cugat del Vallès. L'obra es pot datar a finals del s. XII cap a 1180.

## Galeria d'imatges

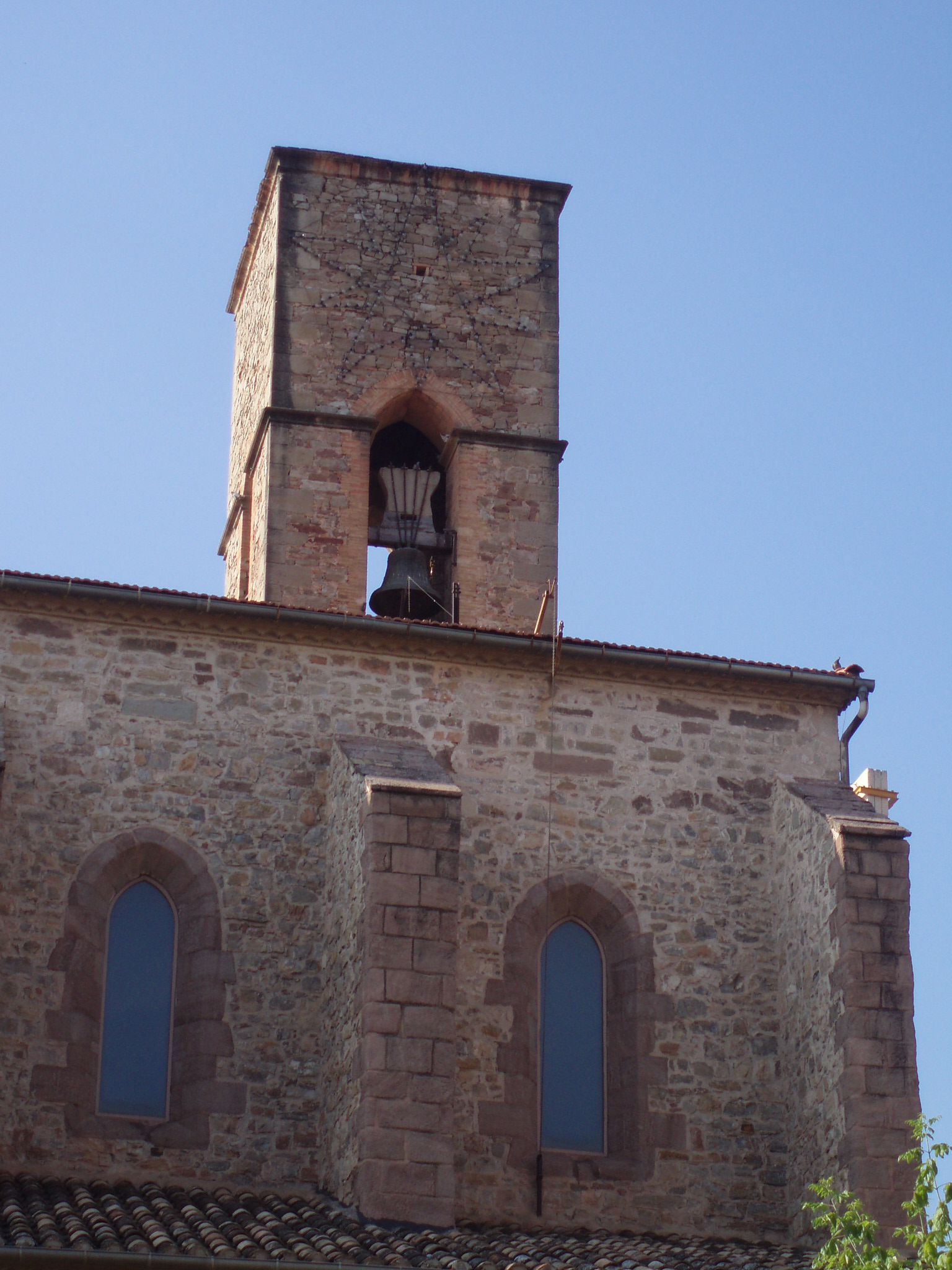
El campanar gòtic
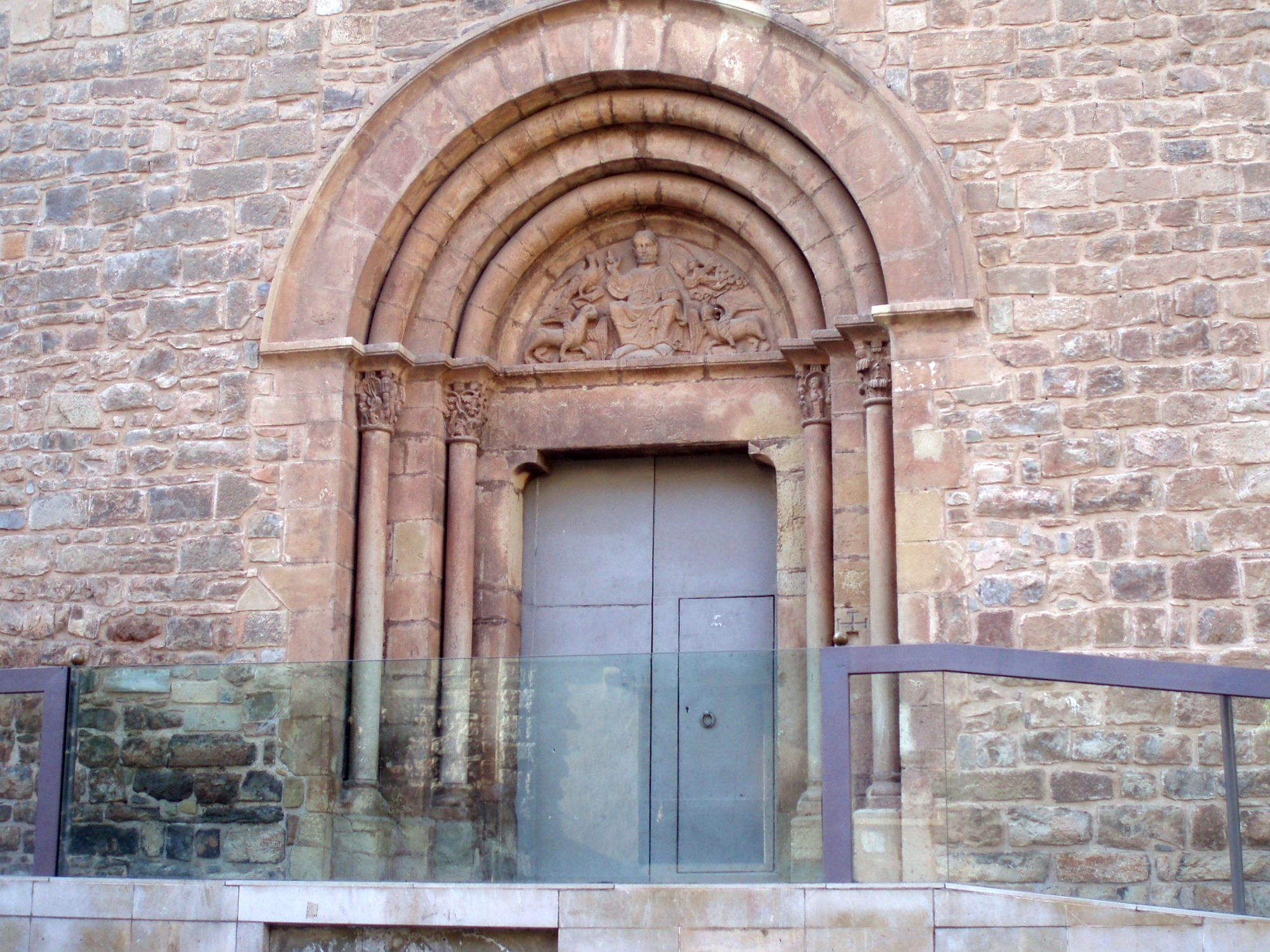
La portalada romànica
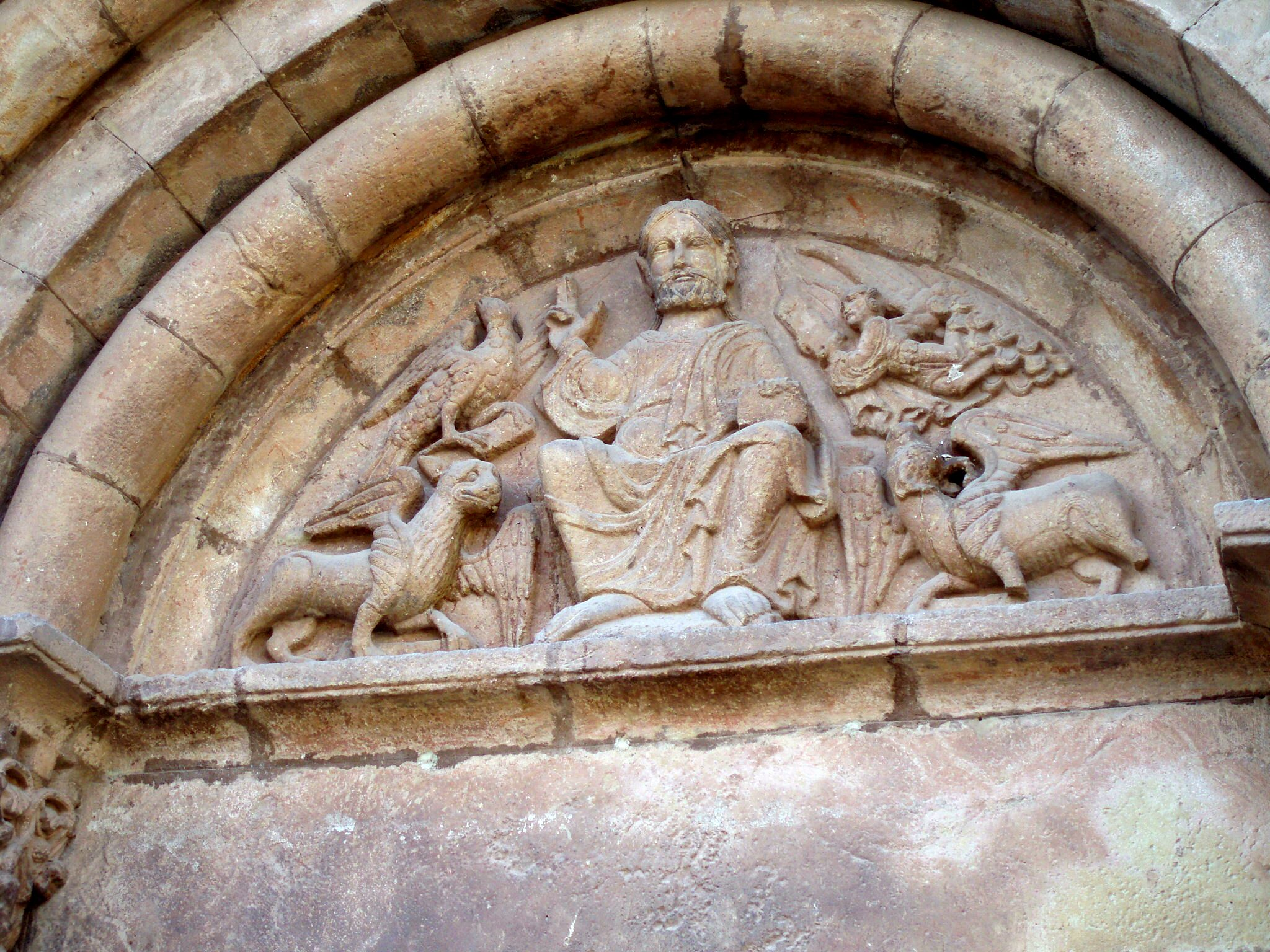
El timpà, obra d'Arnau Cadell